# Кецалтенанго (департамент)
Кецалтенанго (на испански: Quetzaltenango) е един от двадесет и двата департамента на Гватемала. Столицата на департамента е едноименния град Кецалтенанго, вторият по големина град в Гватемала. Населението на департамента е 882 600 жители (по изчисления от юни 2016 г.).

## Общини
Кецалтенанго е разделен на 24 общини някои от които са:
1. Алмолонга
2. Кабрикан
3. Кантел
4. Коломба
5. Палестина де Лос Алтос
6. Сан Матео
7. Сунил